# Vercoia socotrana
Vercoia socotrana is een garnalensoort uit de familie van de Crangonidae. De wetenschappelijke naam van de soort is voor het eerst geldig gepubliceerd in 1992 door Duriš.